# Phygopoides talisiaphila
Phygopoides talisiaphila är en skalbaggsart som beskrevs av Peñaherrera och Tavakilian 2003. Phygopoides talisiaphila ingår i släktet Phygopoides och familjen långhorningar.
Artens utbredningsområde är Surinam. Inga underarter finns listade i Catalogue of Life.